# Приз Лозанны

Афиша конкурса, 2009 год

Приз Лозанны (фр. Le Prix de Lausanne) — международный конкурс учащихся балетных школ, проходящий ежегодно в конце января — начале февраля в Лозанне (Швейцария) начиная с 1973 года. C 1974 года финал конкурса транслируется в прямом эфире телевидением романской Швейцарии.
Проводится фондом Fondation en faveur de l’Art Chorégraphique. 
Президентом конкурса с 2014 года является Стефан Лагонико (Stéphane Lagonico), адвокат, член правления фонда с 2004 года. Художественным директором конкурса с 2018 года является Кэтрин Брэдни, ранее солистка труппы «Балет Бежара».
Бюджет — 1,3 млн франков, в том числе средства бюджетов города Лозанны и кантона Во, а также доходы от лотереи Loterie Romande и взносы благотворителей.

## История
Учреждён в 1972 году промышленником Филиппом Брауншвейгом (1928—2010) и его супругой Эльвирой Брауншвейг при поддержке балетмейстера Мориса Бежара и балерины Розеллы Хайтауэр, разработавших правила проведения конкурса и предложивших в качестве главных призов стажировки в своих школах — «Мудре» в Брюсселе и Центре танца в Каннах. Брауншвейг также обратился к директору Школы английского королевского балета Майклу Вуду и получил от него полную поддержку — школа заключила долгосрочное соглашение с конкурсом, став его постоянным партнёром; Барбара Дьюли, её художественный руководитель, вошла в первый состав жюри. 
Первый конкурс состоялся 19—21 января 1973 в Городском театре Лозанны с участием трёх школ-партнёров. Председателем жюри из 7 педагогов и хореографов была Розелла Хайтауэр, победители получили две стипендии на обучение и вознаграждение в 5 тысяч швейцарских франков.
Начиная со второго конкурса в 1974 году финал начал транслироваться в прямом эфире телевидением романской Швейцарии. Конкурс также стал ретранслироваться японской телекомпанией NHK, что послужило росту его популярности в Японии (в 1980 году там было открыто его представительство).
Начиная с 1975 года конкурс стал проводиться в театре Больё, состав жюри вырос с 7 до 11 человек. В том же году были учреждены дополнительные призы — приз лучшему участнику из Швейцарии и приз за лучшую хореографию номера, поставленного специально для конкурса. В 1980 году был учреждён профессиональный приз, дающий право на стажировку в выбранной из списка труппе. 
В 1984 году в соревнование к уроку классического танца был добавлен урок современного танца. 
В 1986 году для того, чтобы дать больше возможностей конкурсантам из маленьких частных школ и студий, было принято правило, согласно которому не менее трети участников полуфинала и финала должны быть из негосударственных школ.
В 1985 году конкурс проходил в Нью-Йорке, в Бруклинской академии музыки, в 1989 году — в Токио, в 1995 году — в Москве, на сцене Большого театра. После распада СССР в Лозанну стали приезжать участники из бывших стран СССР, в 1992 году лауреатом конкурса стал представитель грузинской школы Давид Махатели, в 1993 году участники из России впервые вышли в финал конкурса, в 1994 году ученица Академии имени А. Я. Вагановой Диана Вишнёва выиграла золотую медаль.
В середине 2000-х годов был введён предварительный отбор участников по видеозаписи. В 2004 году из программы был убран третий, «свободный» номер (поставленный на участника специально для конкурса) и отменён полуфинал — отныне не только финалисты, а все участники «Приза Лозанны» могли продемонстрировать свои вариации перед жюри и публикой на сцене и в костюмах.
Конкурсанты показывают свой уровень владения техниками классического и современного танца — сначала в балетном зале, во время уроков с педагогами, затем в костюмах и на сцене, исполняя заранее подготовленные одну вариацию из классического балета и один современный номер по выбору из предложенного списка. Современные номера нередко ставятся приглашёнными хореографами специально для конкурса. Все участники снабжаются подробной видео-инструкцией для репетиций, начиная с 2016 года видеозаписи с исполнением и разбором современных номеров доступны прямо на сайте конкурса.
В 2000-х годах начала вестись интернет-трансляция конкурса. Сначала транслировался только финал, выступление приглашённых артистов во время подсчёта результатов и церемония награждения, в 2015 году к ним добавились полная трансляция полуфинала, а также ежедневные часовые прямые включения. В 2012 году солисты «Балета Бежара» Кэтрин Брэдни и Игорь Пьовано вели ежедневный видеоблог конкурса.
В 2015 году специально для конкурсантов в одном из репетиционных залов был сооружён пол с покатом, аналогичным тому, что и на сцене.
В 2018 году впервые был организован хореографический проект «Приза Лозанны» — во время конкурсной недели хореограф Гойо Монтеро поставил на 50 учеников школ-партнёров конкурса балет «Пульс», который был представлен перед церемонией объявления лауреатов. 
Начиная с 2021 года в рамках хореографического проекта в дополнение к основному конкурсу исполнителей также проводится конкурс юных хореографов Young Creation Award, в котором могут участвовать ученики школ — партнёров конкурса. Номера двоих победителей исполняются в финале и затем включаются в конкурсную программу следующего конкурса, сами постановщики приглашаются в качестве педагогов-репетиторов. 
В июле 2019 года театр Больё был закрыт на реконструкцию, по этой причине дважды, в 2020 и 2022 годах, конкурс проводился в театре города Монтрё. В 2021 году, в связи с пандемией, «Приз Лозанны» проводился в режиме он-лайн, в том же году конкурс запустил недельную летнюю школьную программу для граждан Швейцарии и ЕС, лучшие участники которой могут быть допущены к следующему конкурсу без предварительного отбора по видеозаписи. 

### 50-летний юбилей
В 2023 году одновременно с проведением конкурса отмечалась его 50-летняя годовщина. Конкурс вновь вернулся в Лозанну, в обновлённый театр Больё, при реконструкции которого планшет сцены был изменён с покатого на обычный плоский. 30 января в театре состоялась церемония открытия мемориальной таблички памяти Филиппа и Эльвиры Брауншвейг. Также к юбилею, кроме традиционной фотовыставки в городе, были приурочены выход книги Жан-Пьера Пастори «50 звёздных лет» (50 Starry years), премьера документального фильма «Приз» (The Prix, режиссёры Alain Wirth и Nuria Manzur) и работа интерактивного табло фото- и видеоархива конкурса, установленного Лабораторией экспериментальной музеологии (Laboratory for Experimental Museology) Политехнической школы Лозанны. К этому году число партнёрских организаций конкурса, школ и театров, предлагающих обучение и стажировки, возросло до 76. К участию в юбилейном конкурсе поступило 429 заявок из 39 стран. После видеоотбора к соревнованию было допущено 87 конкурсантов из 18 стран, в конкурсе участвовало 80 (41 девочка и 39 мальчиков) — 22 из них вышли в финал и 11 стали победителями. 
Среди педагогов конкурса были Элизабет Платель (женский класс), Хулио Бокка (мужской класс), Моник Лудьер (женские вариации), Николя Ле Риш (мужские вариации), Жиль Роман (вариация из балета Мориса Бежара «Конкурс»). Традиционно ведущими трансляции конкурса выступили Синтия Харви и Джейсон Бичи, ведущей финала — Дебора Булл.  
На следующий день после завершения конкурса в театре Больё состоялся юбилейный гала-концерт с участием звёзд мирового балета.

### Призы
Все лауреаты конкурса (обычно их 10) в качестве премии получают стипендию на обучение в школе-партнёре конкурса или стажировку в труппе-партнёре конкурса (в зависимости от своего возраста) и дипломы. Финалист, набравший самые высокие баллы, получает золотую медаль и право первого выбора из списка школ и трупп-партнёров конкурса. Остальным лауреатам даётся право выбора согласно полученному месту, в порядке убывания. Лауреаты вправе отказаться от стипендии, при этом денежной компенсации она не подлежит. Финалисты, не выигравшие премию, получают утешительный денежный приз в размере 1000 швейцарских франков.
Кроме основной награды вручаются премии за лучшее исполнение современного номера (от фонда Minerva Kunststiftung), «лучшему участнику из Швейцарии» (от фонда-учредителя конкурса Fondation en faveur de l’Art Chorégraphique), «лучшему молодому дарованию» (от фонда Рудольфа Нуриева) и два приза «любимца публики» (согласно голосованию в зале и онлайн-голосованию в интернете) от вещательной компании ARTE Concert.

## Лауреаты
За годы проведения конкурса в нём участвовало 4200 юных танцовщиков из 77 стран мира. В числе 400 лауреатов такие звёзды балета, хореографы и педагоги, как:
- 1973 — Сильвиан Байяр*, Мишель Гаскар
- 1976 — Бен ван Ковенберг[фр.]*
- 1977 — Паола Канталупо*, Жан-Кристоф Майо[англ.], Мартин Шлепфер[нем.]
- 1979 — Коэн Онция[фр.]*
- 1980 — Алессандра Ферри, Дебора Булл[англ.], Патрик Арман, Джин Хориучи[англ.]
- 1981 — Линн Бенжамин[англ.]
- 1983 — Катаржина Гданец, Мияко Ёсида[англ.]
- 1984 — Вивиана Дюранте[англ.]
- 1985 — Бен Хьюз
- 1986 — Грегор Зейферт[нем.]*, Джули Кент[англ.], Дарси Басселл, Кристин Блан
- 1987 — Кристина Макдермотт, Хосе Мартинес
- 1988 — Лиза-Мари Каллам, Бернис Коппьетерс[англ.]
- 1989 — Тецуйя Кумакава[англ.]*, Люсинда Данн, Дарья Климентова[англ.], Беатрис Кноп[нем.],  Адам Купер[англ.], Итен Стифел[англ.]
- 1990 — Карлос Акоста*
- 1991 — Кристофер Уилдон*, Аки Саито, Дэвид Доусон
- 1992 — Иржи и Отто Бубеничек, Давид Махатели[англ.], Летиция Пюжоль[англ.]
- 1993 — Эдвард Льянг[англ.], Куша Алекси
- 1994 — Диана Вишнёва*, Гойо Монтеро[нем.], Бенжамен Мильпье
- 1995, Большой театр — Наталья Сологуб, Джилиан Мёрфи[англ.], Анна Цыганкова, Кента Кура
- 1996 — Иван Путров, Шоко Накамура, Марсело Гомес, Федерико Бонелли[англ.]
- 1997 — Алина Кожокару, Фридеман Фогель
- 1998 — Катя Вюнше[нем.], Тигран Микаелян, Арсен Меграбян
- 1999 — Давид Карапетян, Карина Саркисова
- 2000 — Марико Кида, Анна Осадченко
- 2001 — Миса Куранага, Наталья Домрачева
- 2002 — Мария Кочеткова, Мэтью Голдинг[англ.], Yuhui Choe[англ.]
- 2003 — Стивен Макрей*, Hee Seo[англ.]
- 2004 — Алекс Вонг, Андрей Писарев
- 2005 — Джин Юнг Вон, Юджин Ким
- 2006 — Сергей Полунин, Вадим Мунтагиров
- 2007 — Сэ Юн Парк[англ.]
- 2008 — Алекс Мартинес
- 2009 — Ханна О’Нил[англ.]
- 2011 — Майяра Магри[англ.]
- 2012 — Мадока Сугаи[англ.]
- 2013 — Адонэ Сильва
- 2014 — Харуо Нияма
- 2015 — Харрисон Ли*
- 2016 — Ю Ханг
- 2017 — Мишель Эспозито
- 2018 — Шейл Вэгман*
- 2019 — Маккензи Браун*
- 2020 — Марко Машари*
- 2021 — Антонио Казалинго[англ.]*
- 2022 — Дарион Сэлман*
- 2023 — Милан де Бенито* и Фабрицио Улоа Корнехо*.

(*) — Золотая медаль

## Председатели жюри
- 1973 — Розелла Хайтауэр
- 2000 — Жан-Кристоф Майо[англ.]
- 2001 — Джон Ноймайер
- 2003 — Гейлин Сток[англ.]
- 2004 — Джон Михен[англ.]
- 2005 — Жан-Пьер Бонфу[англ.]
- 2006 — Джон Михен[англ.]
- 2007 — Жан-Пьер Бонфу[англ.]
- 2008 — Джон Ноймайер
- 2009 — Карен Кейн
- 2010 — Фрэнк Андерсен[англ.]
- 2011 — Гейлин Сток[англ.]
- 2012 — Жан-Кристоф Майо[англ.]
- 2013 — Фрэнк Андерсен[англ.]
- 2014 — Кей Маццо
- 2015 — Синтия Харви[фр.]
- 2016 — Хулио Бокка[англ.]
- 2017 — Кевин О’Харе[англ.]
- 2018 — Тед Брандсен[нем.]
- 2019 — Карлос Акоста
- 2020 — Фредерик Оливьери
- 2022 — Маргарет Трейси[англ.]
- 2023 — Жан-Кристоф Майо[англ.]
- 2024 — Дарси Басселл
- 2025 — Лоран Илер

## Премия «За пожизненные заслуги»
- 2017 — Джон Ноймайер
- 2018 — Жан-Кристоф Майо[англ.]
- 2019 — Марсия Хайде
- 2020 — Каролин Карлсон
- 2022 — Пьер Лакотт
- 2023 — Карлос Акоста
- 2024 — Алессандра Ферри
- 2025 — Ли Цуньсинь